# Râul Ugruțiu
Râul Ugruțiu este un curs de apă, afluent al râului Almaș în județul Sălaj